# Draba oblongata
Draba oblongata — вид рослин родини капустяні (Brassicaceae), поширений на півночі Північної Америки та Євразії. Етимологія: лат. oblongus — «довгаста», лат. atus — прикметниковий суфікс для іменників

## Опис
Це багаторічні рослини (каудекс розгалужений). Стрижневий корінь присутній. Стебла нерозгалужені, (0.2)0.4–1.5(1.9) дм, запушені. Базальне листя черешкове: пластини ланцетні, 0.4–1.5 см × 1.5–5 мм, поля цілі, поверхні запушені. Стеблового листя 0–2, сидяче, пластини від видовжених до широко яйцеподібних, поля цільні, поверхні запушені.
Китиці 5–13(18)-квіткові, витягнуті у плодах, запушені дистально. Плодоніжки від розгалужених до висхідних, прямі, 2–6(8) мм, запушені. Квітів на суцвіття 3–7(9), малі, радіально симетричні. Квіти: чашолистки яйцюваті, 2–3 мм, запушені; пелюстки білі, від лопатоподібних до зворотнояйцеподібних, 3.5–5 × 1.5–2.5 мм; пиляки яйцюваті, 0.2–0.3 мм. Плоди від еліптичних до довгастих, злегка сплюснуті, сухі, зелені в зрілості, 4–8(9.5) × 2–3(4) мм. Насіння яйцювате, коричневе, поверхні гладенькі, 0.7–1 × 0.5–0.6 мм. 2n=64(8x).

## Поширення
Північна Америка: Ґренландія, пн. Канада, Аляска США; Європа: Фарерські острови, Норвегія; пн.-сх. Азія: Російський Далекий Схід, Сибір.
Населяє вершини й схили пагорбів, піщано-гравійні заплави, болотисті низини, тундру.